# Monumento al Procesionista (Cartagena)
El monumento al Procesionista es un grupo escultórico de bronce de Manuel Ardil Pagán expuesto en la Plaza de San Sebastián de la ciudad española de Cartagena (Región de Murcia), en la confluencia de las calles Aire, Honda, Jara, Mayor, Puerta de Murcia y Villamartín.
La obra muestra en tamaño natural a un adulto con dos niños vestidos de nazarenos, populares personajes de la Semana Santa local. Fue inaugurado el 16 de febrero (Miércoles de Ceniza) de 1983, siendo alcalde Enrique Escudero de Castro, e inicialmente se encontraba en la Plaza de España, sobre una peana de obra de 2,5 metros de altura y adornada en sus cuatro lados por unos relieves en bronce con el escudo de Cartagena, una leyenda y escenas de procesiones.

## Historia
La idea de homenajear a los participantes en las procesiones con una estatua surgió del californio Luis Linares Botella, que llevaba reclamándola desde 1975. Se formó una comisión presidida por el futuro alcalde Antonio Vallejo Alberola, por entonces Delegado de jardines y ornato, junto a otros miembros del ayuntamiento y representantes de tres de las cuatro cofradías de Cartagena: el marrajo Antonio Rodríguez Robles, Francisco Sarabia Albaladejo de la Cofradía del Resucitado y Luis Linares Botella por la Cofradía California (en esta época no se tenía en cuenta a la Cofradía del Socorro, por lo que no estuvo representada). Finalmente se escogió el boceto que realizó el pintor Rafael Puch López, y fue realizado por Manuel Ardil Pagán.
El monumento permaneció en la Plaza de España, a la salida de la calle del Carmen, hasta 1998 cuando fue trasladado al almacén municipal a causa de la remodelación de la plaza. Allí permaneció un año hasta que se reubicó en la Plaza de San Sebastián, frente a Capitanía. Se instaló a ras de suelo dotándolo de una barandilla metálica a media altura para salvaguardar el monumento de actos vandálicos. En el año 2007 se sustituyó la barandilla por un jardín circular.
En el verano del año 2009, debido a las obras de peatonalización del casco histórico, se retira el monumento permaneciendo en los almacenes municipales, volviendo a su sitio en septiembre.
En el año 2016 se instaló de nuevo sobre una peana, esta vez de cantos romos y un metro de altura, para protegerla de los frecuentes actos vandálicos.